# Nóvoie (Penza)
|  | Per a altres significats, vegeu «Nóvoie». |

Nóvoie (Новое en rus) - és un poble de l'óblast de Penza, a Rússia, que en el cens del 2010 no tenia cap habitant.